# SD GUNDAM外傳 機甲神傳說
SD高達外傳 機甲神傳說是SD高達外傳第四作，以「機動戰士．影子方程式」以及「高達0083．星塵之回憶」為主要角色藍本。故事圍統神秘騎士新高達以及其兄長月神高達、以及傳說中六部機甲神，對抗被捷古自謢附身的騎士GP02。
而本作主要是惡搞「美少女戰士」以及「六神合體」的人物設定。

## 主要人物

### 月之國
神秘騎士新鋼彈／月光騎士新鋼彈
達巴斯王國附近，被騎士鋼彈GP01拯救的失憶騎士，實際上是由已滅亡的月之國，乘著機甲神「蓋亞」逃亡的王子。為解開僅有記憶「6」之謎團，展開搜索機甲神之旅。
角色相對為六神合體主角明神武(明神タケル)。
專用機兵：機甲神蓋亞、超機甲神創世主（Gun-Genesis）
月影騎士月神鋼彈(Luna)
新鋼彈的孿生兄長，以假面騎士身份，潛入度拉斯王國，同時又以薔薇騎士身份，暗中協助新鋼彈。
薔薇騎士，原型為「美少女戰士」角色「燕尾服蒙面俠」。而孿生兄長身份，角色相對為六神合體的馬古（マーグ）

#### 機甲神
神秘機兵．傳說蓋亞(EL-GAIA/エルガイヤー)(Z Gundam)
超機甲神核心、出現在喪失記憶的新鋼彈面前，掌握著「6」的關鍵。
相對為六神合體的蓋亞(GAIA)，名稱エルガイヤー是由重戰機主角機體亞路加(エルガイム)與蓋亞(ガイヤー)的名字所組成。
必殺﹕悲哀的亂舞(パトスグランジ)
武器﹕赤燐光劍(ロットフルーレ)
白晶之機甲神．奧尼狂怒/金星(白晶の機甲神オルフェリス)(PSYCO GUNDAM)
佛萊蒙村(Flemmen/フレメン村)中尊崇的守護神像，實際上是水晶之機甲神、超機甲神右腕，可以自由控制空氣。
相對為六神合體的泰坦(Titan)
武器﹕
青水之機甲神．激流尼魯蘇/水星(青水の機甲神アクアリウス)(百式改)
單行本中在亞弗龍山(アバロン山)所在的大湖中沉睡、水的機甲神、超機甲神右腳。
相對為六神合體的琴(Sin)
黃火之機甲神．火星喬利阿蘇(マーキュリアス)(Z-Plus A1)
單行本中在亞弗龍山(アバロン山)所在的火山口沉睡、炎的機甲神、超機甲神左腳。
相對為六神合體的莢(Ra)
綠樹之機甲神．木星尼魯蘇(緑樹の機甲神ジュピタリアス)(PSYCO GUNDAM MK-II)
代表樹木的機甲神、超機甲神左腕，唯一由度拉斯軍發現，並在後來改造成死機兵毒蛇之影(死機兵エビルシャドウ)。
相對為六神合體的烏拉尼斯(Uranus)
黑地之機甲神．擊加泰斯/天海王星(黒地の機甲神ギガンティス)(GUNTANK R-44)
相對為六神合體的獅身人面(Sphinx)
封印在孤島、代表大地的機甲神，也是超機甲神身體，可收納傳說蓋亞。

### 達巴王國
全能騎士鋼彈GP01／全能騎士傑菲蘭沙斯／精靈騎士傑菲蘭沙斯
前作「聖機兵物語」中出場的主角，再次在本作登場，負責保護為調查各地神秘襲擊事件的新鋼彈，後來在騎士卡貝拉引導下，與GP02、GP03一同醒覺，成為「命運三騎士」（運命の三騎士）。由於失去機兵根歷斯，使用類似根歷斯的巨人歷斯（GIANTLEX），最終決戰時，駕駛根歷斯α，支授新鋼彈。
重騎士鋼彈GP02／精靈騎士賽薩里斯
被吉克吉翁依附，成為「大魔騎士原子鋼彈」的達巴斯騎士，遭機甲神蓋亞打敗後，才將咒縛解除。在接受治療期間，騎士卡貝拉引導下，與GP01、GP03一同醒覺，成為「命運三騎士」（運命の三騎士），更參加對吉克吉翁的戰爭。
騎士鋼彈GP03／精靈騎士史提蒙
前作「聖機兵物語」中出場的達巴斯騎士。天空魔城格爾尼卡（天空魔城ゲルニカ）襲擊之際，驅馳裝甲馬車歐奇斯（装甲馬車オーキス）奮勇作戰。後來得到騎士卡貝拉引導下，與GP01、GP02一同醒覺，成為「命運三騎士」（運命の三騎士），並使歐奇斯進化成「Nu歐奇斯」。在最終決戰時，將「Nu歐奇斯」力量解放，成為「超級歐奇斯」（スーパーオーキス）。
騎士鋼彈卡貝拉
在探索機甲神中途，主動加入旅程的騎士，實際身份是騎士GP04，引導GP01、GP02、GP03成為「命運三騎士」。
魔法劍士流星鋼但（魔法剣士メテオガンダム）（HI-Nu高達）
達巴斯王國的魔法劍士，僧侶出身，曾經是「初代圓桌騎士團」成員之一。後來在修行中，轉而主力研習戰技，以專用兵器「鐵雷巴斯之劍」（テレパスソード），使出結合法術及劍技的招式。是新鋼彈一行，搜索機甲神的同伴之一。
龍卷騎士WIND-ZETA
達巴斯騎士團中，對空機兵特殊（対空機兵ディジェアム）的操縱者。天空魔城格爾尼卡（天空魔城ゲルニカ）來襲時，以全國唯一空戰用機兵與其對抗。後來亦加入搜索機甲神。
對空機兵迪殊（対空機兵ﾃﾞｨｼﾞｪｱﾑ）
龍卷騎士WIND-ZETA專用空戰機兵。
外型參考橫山光輝另一經典機體鐵甲人。
召喚士呂嘉
仕奉達巴斯王國的召喚士，可以召喚各種精靈，亦協助搜索機甲神。最終決戰時，召喚出自己的守護神「呂嘉之龍」，令根歷斯α得以再現人間。
精靈心魂（精霊スピリットガイスト／SPIRIT GEIST）
仕奉召喚士呂嘉的火之精靈。
女皇莉娜（女王ニナ）
達巴王國女皇，在位期間，發生度拉斯王國入侵戰爭。
劍士吉姆改(GM Custom)
守護達巴王城的劍士
戰士岩石太空坦克（戦士ロックガンタンク）(GUNTANK R-44)
守護達巴王城的戰士
僧侶吉姆鐳射炮II（僧侶ジムキャノンⅡ）(GM CANNON II)
協助保護新高達的僧侶
騎士捷度（騎士ジュドー）
支援新高達的騎士
炮兵吉姆指揮官（砲兵ジムコマンド）
達巴王城炮兵
兵士吉姆連儂（兵士ジムレノン）(GM)
達巴王國兵士
操手西布頓（操手シーブック）
機兵拜倫亞斯操控者。
機兵拜倫亞斯（機兵バーロンディアス）(Ricky Dias)
操手西布頓的機兵。
超越之龍EX
傳說中的守護神，預感捷古自護復活，而引導新高達及馬沙。

### 拉古羅亞
騎士阿寶（盔甲：Nu Gundam）
「捷古自護編」中出場的騎士，在MS主導戰場的時代，少數能與高達族共同作戰的人類。

### 佛萊蒙族(Flemmen/フレメン族)
占星師弗拉納岡(占い師フラナガン)
佛莢蒙族占卜師。

### 度拉斯王國／新吉翁
吉克吉翁
光之騎士編後第三度復活的魔王，外形與以往完全不同，與超機甲神作最終決戰。
大魔騎士 原子鋼彈／重魔騎士 原子鋼彈(GP02A)
被吉克吉翁附身的GP02
皇帝艾基爾（艾基爾·迪拉茲）
軍師 古華多羅／騎士馬沙
侵攻要塞 巨大薩姆（侵攻要塞グランザム）
新自護所屬巨大要塞
天空船 皮爾金（天空船ペールギュント）(Peer Gynt)
新自護所屬巨大空中戰船
降下機兵 德．拉杰（降下機兵ド・ラーツェ）
新自護所屬機兵，為空降作戰而建造
飛生機兵 音速．瓦索龍（飛行機兵ｽﾄﾝﾌﾟ·ｱｼﾞｰﾙ）(Stomp Azieru)
支援天空船的巨大機兵
特攻機兵蓋．馬古（特攻機兵ゲ・マーク）
新吉翁機兵
爆裂鬥士居勒．德卡（爆裂闘士ギラドーガ）
使用火藥的新自護鬥士
戰士勇士M（戦士ｹﾞﾙｸﾞｸﾞﾏﾘｰﾈ）(GELGOOG MARINE)
新吉翁族戰士
騎士試驗型老虎（騎士グフトライ）(GOUF Try)
新吉翁族騎士
騎士馬士文（騎士マッシュマー）
新吉翁族陸上指揮官
復仇怪物 咒術師密沙羅（ﾘﾍﾞﾝｼﾞﾓﾝｽ呪術師ﾒｯｻｰﾗ）
「吉克吉翁篇」中令傳說巨人復活的捷古自護法師，後來在皇帝艾基爾力量下得以復活。
復仇怪物 騎士勇士（ﾘﾍﾞﾝｼﾞﾓﾝｽ騎士ｹﾞﾙｸﾞｸﾞ）
「吉克吉翁篇」中令被拉古羅亞騎士殺死後，如今在皇帝艾基爾力量下得以復活。

#### 機甲神
死機兵毒蛇之影(死機兵エビルシャドウ)(PSYCO鋼彈 MK-II)
原本是代表樹木的機甲神、超機甲神右腕綠樹之機甲神．木星尼魯蘇(緑樹の機甲神ジュピタリアス)，因為被度拉斯軍發現，後來便改造成死機兵毒蛇之影(死機兵エビルシャドウ)，與新鋼彈等人對抗。